# Hipòtesi del zoològic

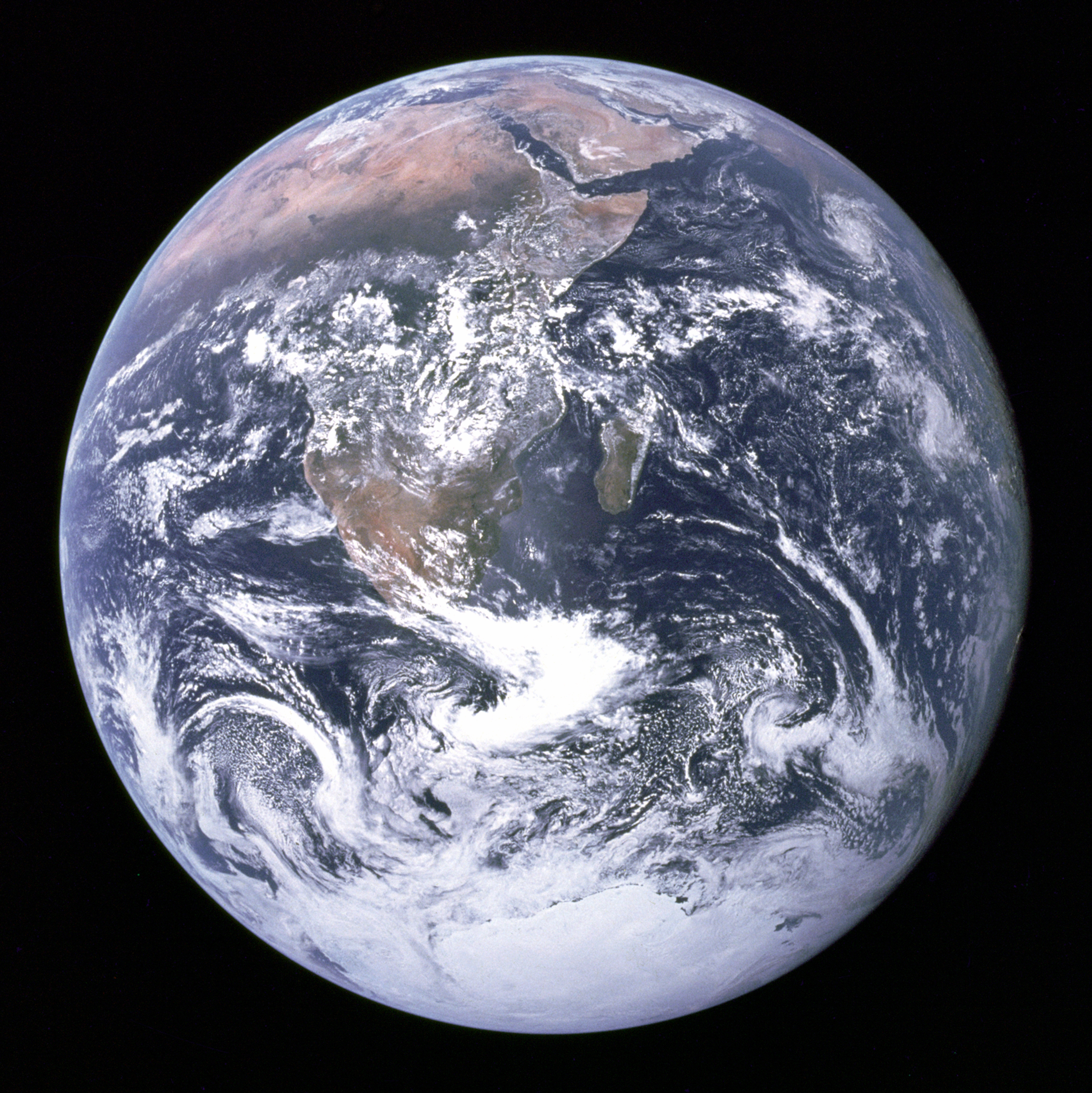
Una resposta a la paradoxa de Fermi és la hipòtesi que la Terra seria, per a d'eventuals civilitzacions extraterrestres, una reserva natural protegida o que seria posada en Quarantena (La bala blava: foto de la Terra presa per la tripulació de Apollo 17).

La hipòtesi del zoològic tracta d'una especulació per poder explicar teòricament l'existència de vida extraterrestre avançada i els motius pels quals aquesta no contacta amb el humans. Va ser avançada l'any 1973 per l'astrònom John A. Ball, sobre les premisses proposades per Konstantín Tsiolkovski l'any 1934, en resposta a la paradoxa de Fermi. Aquesta darrera determina l'aparent absència de contactes i de proves sobre l'existència d'una vida extraterrestre. Segons aquesta hipòtesi, els extraterrestres existirien i estarien prou avançats tecnològicament per poder-se comunicar amb els habitants de la Terra, per la qual cosa, observarien la humanitat a distància, sense tractar d'interaccionar, de la forma en què els d'investigadors observen els animals, evitant d'entrar en contacte per tal de no pertorbar-los.
Un desenvolupament d'aquesta hipòtesi tracta sobre la «quarantena galàctica» on les civilitzacions extraterrestres, per a raons ètiques, científiques o culturals, esperarien, abans de contactar amb la humanitat, que s'arribés a un cert nivell tecnològic i evitar l'autodestrucció. D'altres hipòtesis han estat desenvolupades a partir d'aquesta per científics, esdevenint de vegades assumptes filosòfics. Els crítics i científics subratllen que no hi ha cap mitjà de verificar-les. Les hipòtesis del zoològic i de la quarantena galàctica han estat igualment represes per la ufologia i en obres de ciència-ficció.

## Precursors
El científic rus Konstantín Tsiolkovski, pare i teòric de l'astronàutica moderna, aposta per les qüestions filosòfiques, per demostrar la no presencialitat de vida extraterrestre i de l'absència de proves sobre la seva existència, que anticiparia així la paradoxa de Fermi. Utilitzant un raonament similar al que serà més tard l'Equació de Drake, arribaria a la conclusió que la vida s'estén sobre molts planetes al voltant d'altres estrelles, i que la colonització de l'espai per part de civilitzacions extraterrestres, així com de la humanitat, és inevitable.
En el seu assaig de 1934 There are also Planets Around Other Suns proposa que les civilitzacions extraterrestres més intel·ligents i més antigues que la nostra segurament existeixin, però que rebutgin d'interferir amb la nostra història per a no empènyer-nos a la destrucció. Una trobada entre extraterrestres i terrícoles només podrà tenir lloc quan la humanitat estigui tecnològica i espiritualment més avançada. Un contacte prematur podria provocar una guerra asimètrica entre l'espècie humana encara militaritzada i una espècie extraterrestre molt més evolucionada. Tsiolkovski evoca també la diferència d'intel·ligència que impediria tota comunicació: "Podem tenir relacions racionals amb gossos o rucs? De la mateixa manera, els éssers superiors no podrien comunicar-se amb nosaltres en aquest moment."
Invoca igualment una altra raó per a la qual hi hauria un avantatge per a aquest contingent d'extraterrestres superiors a deixar-nos evolucionar per nosaltres mateixos : malgrat els dubtes de la humanitat sobre ella mateixa, aquest col·lectiu sabria que la humanitat podria aportar  "un nou i meravellós flux de vida que renovarà i completarà la seva vida ja perfecta"
Per al físic Stephen Webb, les hipòtesis de Tsiolkovski "contenen les llavors de la hipòtesi del zoològic"
En un article titulat Our Lonely Planet, aparegut a la revista Astounding Stories l'any 1958, l'autor de ciència-ficció Isaac Asimov reprèn la idea que la Terra podria ser una reserva natural.

## Hipòtesi del zoològic per Ball

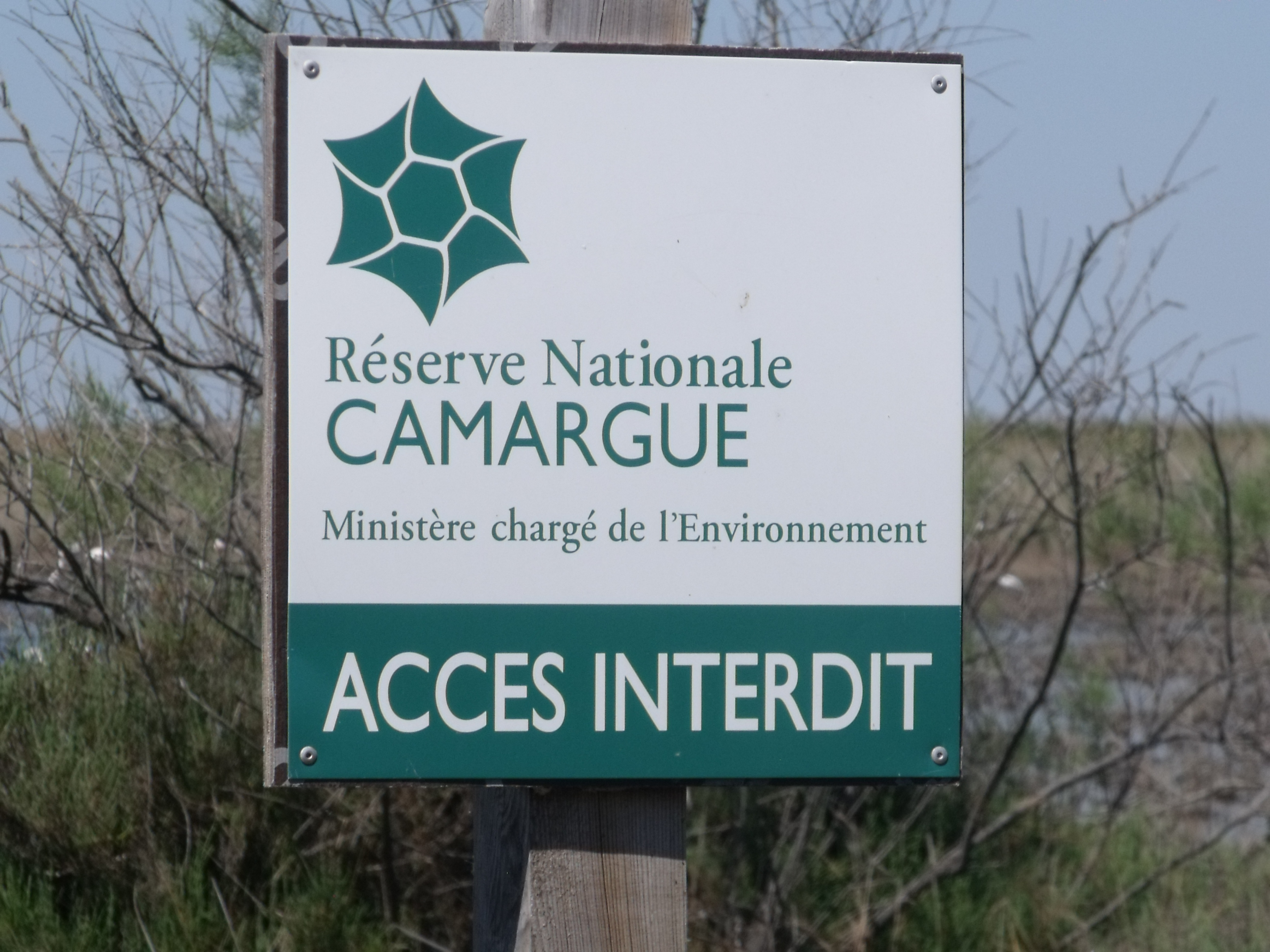
Segons Ball, la Terra seria considerada com una reserva natural.

Segons la teoria del radio-astrònom John A. Ball del 1973 a la revista Icarus, la hipòtesi del zoo postula que els extraterrestres sí que existeixen i que estan interessats en la nostra espècie. Podrien fer-ho observant-nos des de la distància, des del cinturó d’asteroides o fins als extrems del sistema solar, de la mateixa manera que ens interessen els animals de les reserves naturals, per curiositat científica durant la recerca per interactuar amb ells el menys possible. La raó de la manca de contacte entre aquestes civilitzacions molt avançades (omnipresents a l’univers segons Ball) i la humanitat és que les primeres no volen ser detectades i tenen els mitjans tecnològics per evitar-ho, i deixar que la civilització humana es desenvolupi sense influència externa.
Segons Ball, aquesta hipòtesi estaria directament vinculada a resoldre la paradoxa de Fermi. Reprendria la idea sobre la longevitat de l'univers amb nombroses civilitzacions extraterrestres que haurien hagut de difondre's a través de tota la galàxia. Ara bé, l'absència de contacte és l'argument que te més força a favor de la hipòtesi del zoo, de la qual existeixen diverses variants segons els factors presos en consideració.
Per a Michela Massimila, professora en filosofia de la ciència a la universitat d'Edimburg, és difícil de provar que la hipòtesi del zoo còsmic és torci, però sobretot fa de nosaltres unes "formes de vida molt atípiques i, per tant, està en contra principi antròpic"

### Crítiques

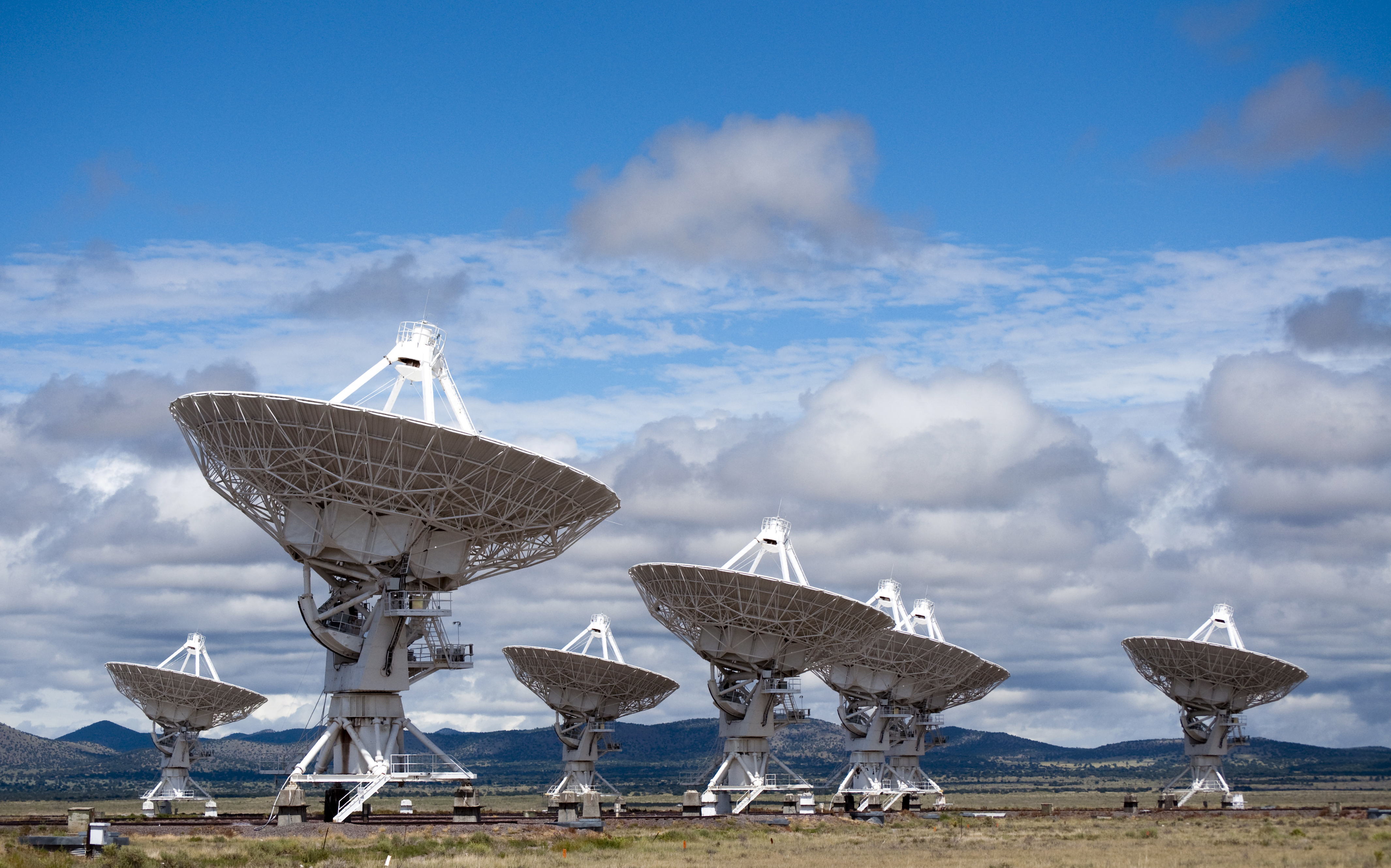
Els científics critiquen la hipòtesi del zoològic sobre el fet que cap emissió ràdio hagi provat una vigilància extraterrestre o no ha estat detectada (radiotelescopi del Very Large Array als Estats Units).

Ball precisa que la seva teoria no és demostrable ni verificable "perquè els extraterrestres no volen ser descoberts i tenen la capacitat tecnològica per assegurar-ho"
Per al cosmòleg John D. Barrow i el físic Frank Tipler, la hipòtesi del zoo és poc probable. Creuen que si hi hagués moltes civilitzacions extraterrestres avançades capaces d’entrar en contacte amb la humanitat, tal com podria suggerir l'equació de Drake, no és segur que totes s'adherissin a aquesta regla de no-interferència. Fins i tot si aquesta regla es respectés a l'escala d’una civilització, existiria la possibilitat que un individu o un grup d’individus extraterrestres la violessin conscient o accidentalment. Per això, proposen que, per verificar la hipòtesi de Ball, es pugui detectar qualsevol emissió de ràdio entre els vigilants extraterrestres presents en el nostre sistema solar amb la seva estrella d'origen, segons el previst pels científics de Kuiper i Morris. També exposen una possible detecció de radiació infraroja de la construcció de sondes auto replicants, tal com imagina Freeman Dyson a partir de l'obra de John von Neumann.Per a Barrow i Tipler, cap sistema de policia extraterrestre podria impedir absolutament qualsevol contacte.
Segons Stephen Webb, aquest guió i els seus desenvolupaments alternatius pateixen diversos defectes. No són verificables perquè, segons aquesta hipòtesi, el que la humanitat faci per detectar els extraterrestres serà pràcticament impossible perquè aquests no volen manifestar-se. Per a Webb la mateixa explicació podria ser utilitzada per a les fades i és doncs molt pobra científicament. Aquesta hipòtesi és igualment antropocèntrica i és impossible saber perquè una espècie extraterrestre hauria de tenir un interès per una civilització menys avançada com la humana. Així mateix, aquesta hipòtesi fracassa a explicar per què la Terra no hauria estat colonitzada molt abans de l'aparició d'una forma de vida complexa. Reprendria les crítiques de Barrow i Tipler segons les quals seria suficient que una única civilització trenqués aquest aïllament, i que seria poc probable que totes les civilitzacions de totes les èpoques tinguessin la mateixa doctrina. Finalment la hipòtesi del zoo no explica per què els telescopis o radiotélescopis no observin cap signe de vida intel·ligent a la galàxia.
Per l'astrofísic Michael H. Hart, la hipòtesi del zoo, com la majoria de les respostes a la paradoxa de Fermi, és una explicació sociològica perquè « no ha estat suggerit cap procediment científic per testar la validesa de la hipòtesi del zoo […] i acceptar una d'aquestes explicacions seria abandonar el nostre enfocament científic de la qüestió ».
Louis Scheffer, professor de biologia computacioonal i neurocientífic a l'Howard Hughes Medical Institute ha respost a les crítiques que subratllen la impossibilitat del fet que els milions de civilitzacions extraterrestres vulguin respectar unànimement l'acord que la Terra no ha de ni ser visitada, ni colonitzada. Ha imaginat una civilització que hauria inventat la teleportació per traspàs d'informació de la consciència. Aquest fet, eliminaria la necessitat de crear naus interestel·lars o de la construcció d'explotacions mineres d'asteroides, sent substituides per un viatge molt més ràpid que la velocitat de la llum. La teleportació procuraria un avantatge, per la qual cosa les altres civilitzacions aparcarien els seus projectes de colonització per impulsar un « club de viatge per teleportació galàctic » que permetria l'aparició d'una cultura galàctica comuna oposada a la colonització de la Terra[. Arthur C. Clarke, en la seva novel·la 3001: Odisea final ha qualificat l'article de Scheffer "segurament el més estimulant per a la imaginació que el trist  Quarterly Journal of the Royal Astronomical Society  hagi publicat en tota la seva existència"

## Desenvolupaments

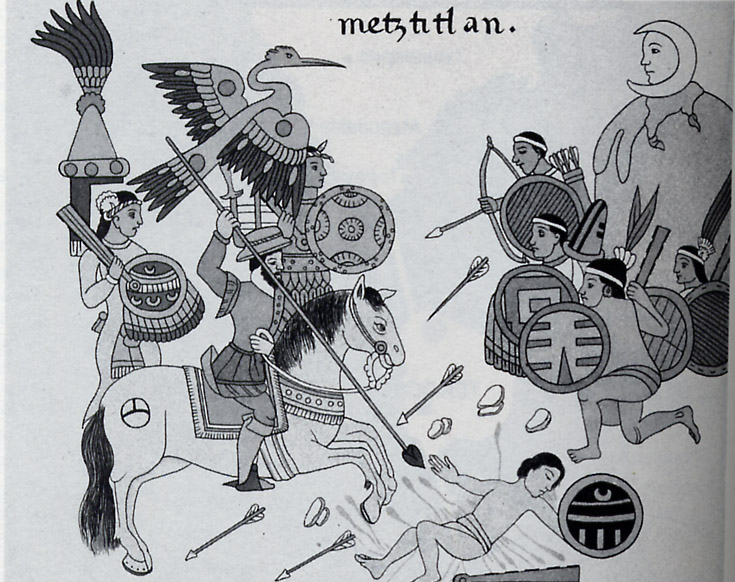
L’impacte catastròfic d’una civilització evolucionada tecnològicament en una civilització menys evolucionada, com la causada per la colonització europea d'Amèrica, és un dels arguments dels científics que donen suport a la hipòtesi del zoo (Setge de Tenochtitlan tal com el van veure els asteques, 1521).).

Per a l'astrofísic Peter Ulmschneider, aquesta hipòtesi té sentit quan es contempla des d'una perspectiva de la història de la humanitat. L'impacte catastròfic d'una civilització tecnològicament evolucionada sobre una civilització menys avançada. Aquest va ser el cas dels amerindis després de l'arribada de Cristòfol Colom o d'Hernán Cortés. Per a ell, una civilització extraterrestre molt més evolucionada i antiga que la nostra no prendria aquest risc i quedaria separada, permetent a la humanitat prosseguis un desenvolupament original, sense influència cultural o tecnològica estrangera.
El cosmòleg Stephen Hawking pensava que una trobada amb una civilització extraterrestre "seria un desastre. Els extraterrestres serien probablement molt més avançats que nosaltres. La història de races evolucionades trobant pobles més primitius sobre aquest planeta no ha estat molt afortunada, tot i que eren de la mateixa espècie. Per això pensa que haurien d'actuar amb un perfil baix". 
El radioastronom Nikolai Kardachev, autor de la teoria de l'Escala de Kardaixov, estima que seria molt probable que una civilització extraterrestre hagués detectat ja i observat la humanitat per mitjà de telescopis de dimensions còsmiques. En parla sobretot a un article publicat l'any 1997, titulat Radioastron - a Radio Telescope Much Greater than the Earth. En aquesta civilització, la ciència de l' « etnografia còsmica » hauria de ser altament desenvolupada. Ara bé el fet que cap contacte no hagi estat confirmat fins al present (Paradoxa de Fermi) podria explicar-se pels valors ètics d'aquestes civilitzacions. Sortint d'aquesta posició, Kardashev no entreveu dos guions d'evolució possibles per a una gran civilització: l'evolució natural i l'evolució consecutiva a partir d'un impacte potencial d'un contacte amb una civilització extraterrestre. Estima més probable la posició sobre el contacte de dues civilitzacions cultural i tecnològicament avançades. Aquesta posició, que titula « Hipòtesi de la urbanització » (Urbanization Hypothesis), desembocaria a reagrupar i unificar diverses civilitzacions en el si d'algunes regions compactes de l'Univers.

### Quarantena galàctica
Una hipòtesi paral·lela, desenvolupada per l'astrònom Michael Papagiannis, és la que anomena «quarantena galàctica». Per aquesta, en comptes de considerar la humanitat com un zoo, les civilitzacions extraterrestres esperarien, abans de contactar-la, que arribés a un cert nivell tecnològic o evitar l'autodestrucció. Per a Papagiannis, l'explicació d'aquest fet hipotètic, consistiria en evitar una desaparició deguda a una guerra nuclear, a la sobrepoblació o a un desastre mediambiental, i permetria que les civilitzacions extraterrestres prenguessin contacte amb la humanitat. Per a ell, resoldre els problemes de la humanitat seria un mitjà més segur d'entrar en contacte que una investigació activa com la del programa SETI.

#### Ètica de no-intervenció espontània universal

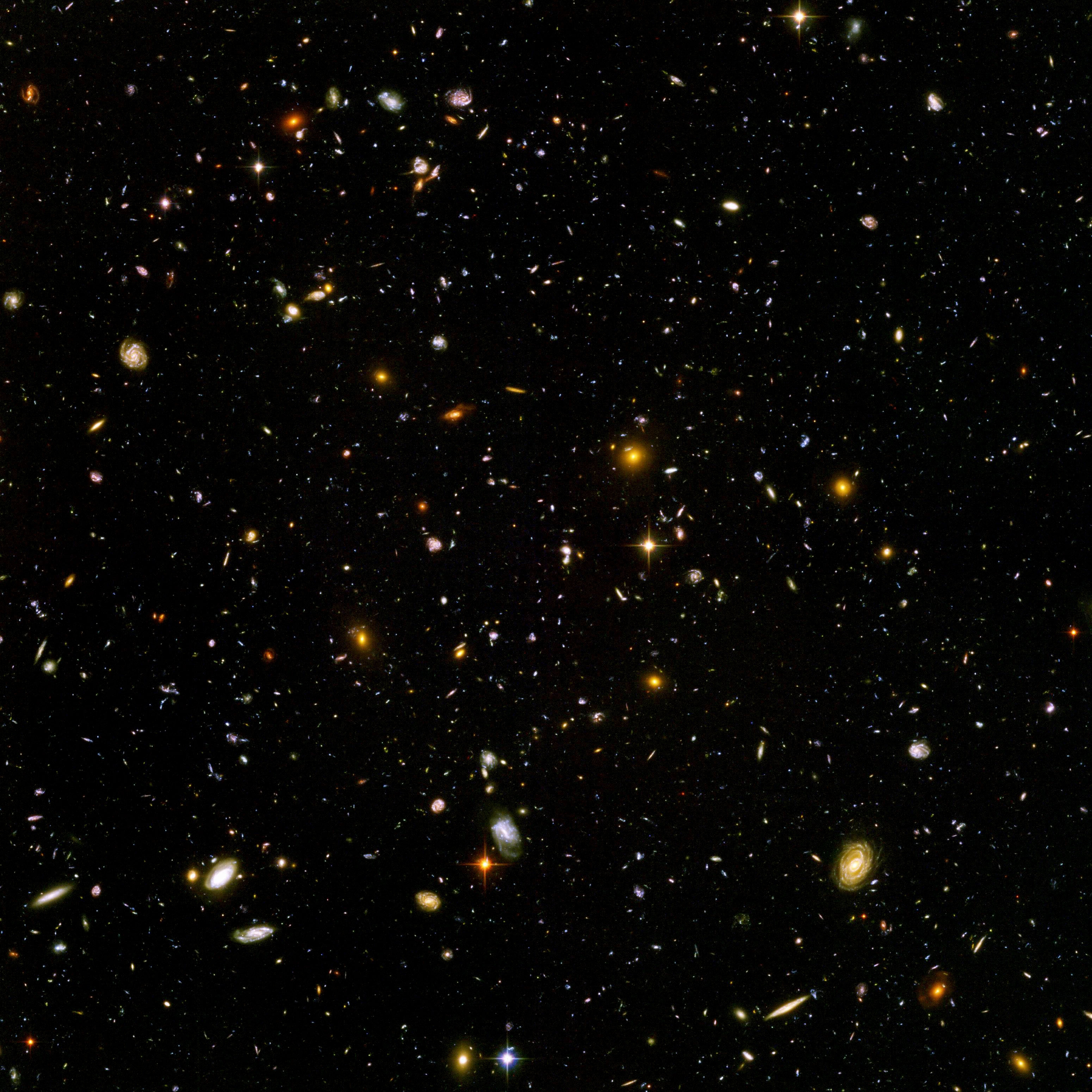
Un argument clau per a la hipòtesi del zoo seria que el contacte prematur podria " sense intel·ligència »Reduir la diversitat total de civilitzacions (més de 1 000 galàxies en una sola foto, Hubble Ultra Deep Field).

Segons Alex Wissner-Gross, físic a la universitat Harvard, la hipòtesi del zoo estableix, en primer lloc, que un gran nombre de cultures extraterrestres existeixen i,conseqüentment, tenen un gran respecte per a un desenvolupament i una evolució independent i natural. Si la intel·ligència és un procés físic que s'entén per maximitzar la diversitat futura d'un sistema, l'argument fonamental a favor de la hipòtesi del zoo seria que un contacte prematur podria « incomprensiblement » reduir la diversitat dels camins que l'univers podria manllevar.
Per a Steven Soter, científic al departament d'astrofísica al Muséum Americà d'Història Natural, aquestes idees són sens dubte més plausibles si hi ha una cultura o una norma legal relativament universal compartida per aquesta pluralitat de civilitzacions extraterrestres. Aquesta ètica seria compartida, i suposaria aïllar les civilitzacions d'un nivell de desenvolupament equiparable al de la Terra. En un univers sense poder hegemònic, civilitzacions amb principis diferents, podrien entrar en contacte. És possible assumir la hipòtesi d'un univers poblat de civilitzacions utilitzant aquestes regles
A la proposta de John D. Barrow i de Frank Tipler, Ian Crawford, professor de ciència planetària i d'astrobiologia, considera que, si hi ha de múltiples cultures extraterrestres, la teoria podria ensopegar sobre el concepte d'uniformitat. Seria suficient que una única civilització extraterrestre decidís actuar contràriament a aquest imperatiu perquè la teoria fos qüestionada, i aquesta probabilitat augmentés amb el nombre de civilitzacions Però la idea d'una motivació compartida esdevindria tanmateix possible si totes les civilitzacions tendissin a actuar de manera semblant pel que fa als valors i les normes culturals relatives a un contacte basat en el model de l'evolució convergent sobre la Terra, que ha fet evolucionar independentment a societats en diverses ocasions. Una altra explicació, de Ronald N. Bracewell, astrònom membre del programa SETI, seria que totes les civilitzacions segueixin els passos d'una civilització particularment avançada, com a primera civilització.

#### …o imposada per una primera civilització

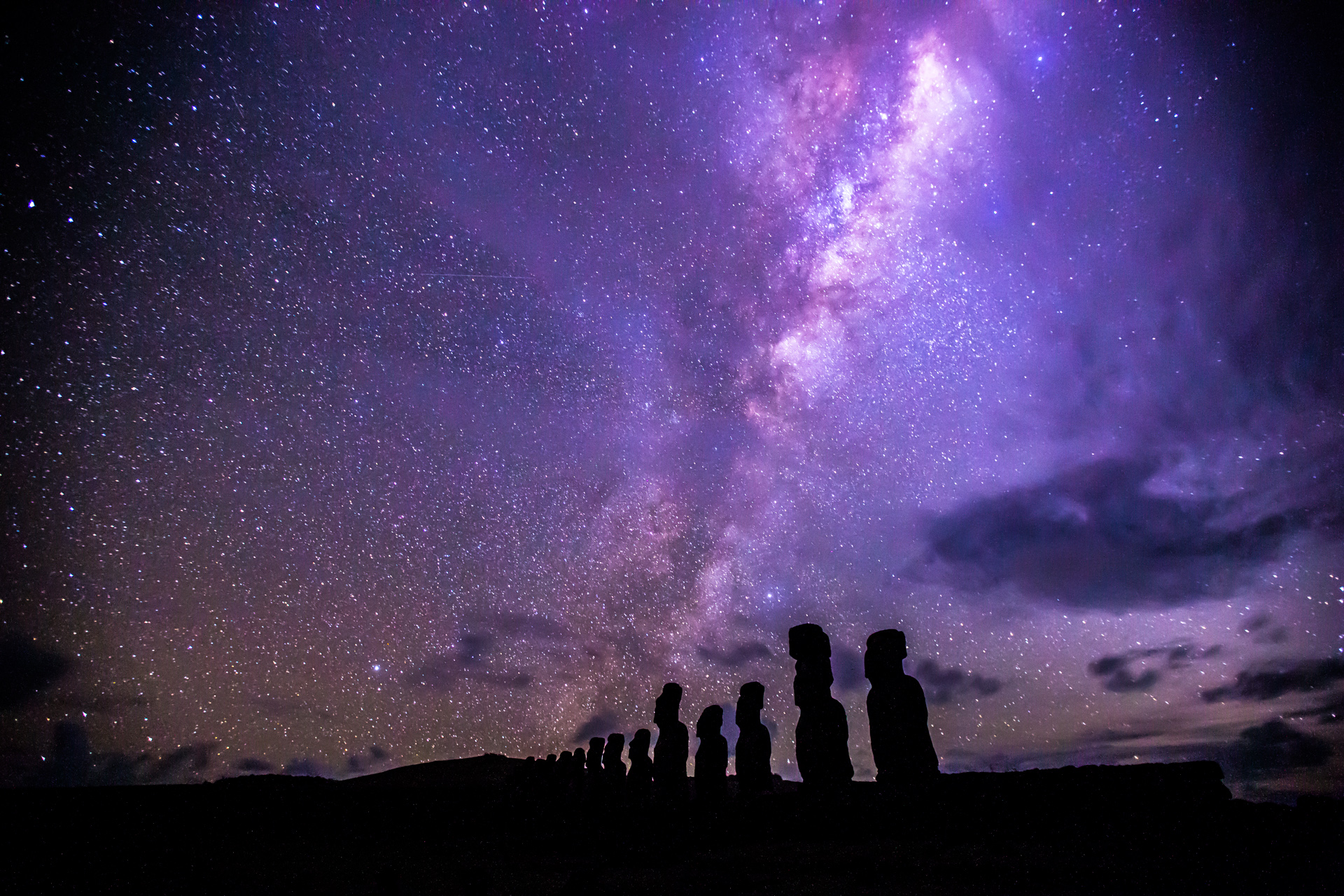
Diversos científics han apostat per la hipòtesi que una primera o poderosa civilització de la Via Làctia hauria imposat la quarantena. A la imatge, la Via Làctia vista des de l'illa de Pasqua.

Amb la idea d'una civilització pionera, la hipòtesi del zoo així modificada esdevé una millor resposta a la paradoxa de Fermi defensada pel professor Thomas Hair de la Florida Gulf Coast University. El temps passat entre l'aparició d'una primera civilització a la Via Làctia i les civilitzacions següents podria ser gegantesc. El mètode de Monte-Carlo mostra que els períodes entre les aparicions de civilitzacions són l'equivalent d'èpoques geològiques sobre la Terra. Les competències d'una civilització que tenen un avanç de 10 milions, 100 milions o un mig-mil milió d'anys, són difícilment imaginables com el rellotge l'Escala de Kardaixov.
Segons Hair, tot i que aquesta primera gran civilització ha estat des de molt de temps desapareguda, la seva herència podria sobreviure sota la forma d'una tradició, o fins i tot a l'ajuda d'una forma de vida artificial, allunyada del problema de la mort, i totalment orientada cap a aquest objectiu. Aquesta civilització no tindria necessitat de ser la primera en aparèixer, però si just la primera en haver difós la seva doctrina i el seu control sobre una gran part de la galàxia. Si aquesta tal civilització havia estat hegemònica en un passat llunyà, podria haver creat un tabú contra les civilitzacions depredadores i a favor de la no interferència. El tabú que s'hauria perpetuat en les civilitzacions que li haurien succeït.
Si la civilització més antiga encara present a la Via Làctia va tenir un avantatge de, per exemple, cent milions d'anys en la civilització següent, es pot pensar que podria estar en la posició singular de controlar, observar, influir o aïllar l'aparició de totes les civilitzacions que la seguissin en la seva esfera d’influència. Aquesta situació seria anàloga a la de la nostra civilització terrestre, on cada individu neix en un sistema preestablert de famílies, costums, tradicions i lleis determinades molt abans del naixement, sobre el qual tenen poc o cap control.

### Hipòtesi del prohibit

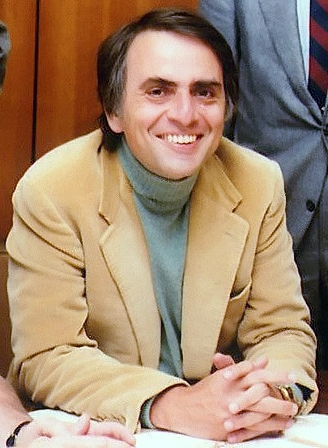
Diversos científics, inclòs Carl Sagan, han fet la hipòtesi d’un codi de conducta extraterrestre comú, el Codex Galactica.

Segons el físic Stephen Webb, la " hipòtesi del prohibit (interdict hypothesis) és un desenvolupament de la hipòtesi del zoo que explica per què es prohibiria l'accés a l'habitabilitat planetària de la Terra, però també a tots els planetes que incorporen vida. El 1987, el físic Martyn J. Fogg exposava que la terra i les seves espècies vives són intocables per les civilitzacions extraterrestres a causa d'un tractat galàctic. Aquesta hipòtesi "del prohibit" es basa en la idea que, amb tota probabilitat, la galàxia ja es colonitzaria molt abans de la formació del sistema solar. La galàxia hauria entrat en una era d'equilibri de forces, per la qual cosa s'explicaria per què no hi ha rastreig de contactes. La Terra se situaria, doncs, dins l'àrea d’influència d'un d'aquests poders galàctics, membre d'un Galactic Club, una idea que Fogg manlleva de Carl Sagan i William Newman. També es parlaria d'un codi de conducta comú. Codex Galactica, on la Terra seria un domini reservat d'aquest poder, i no seria possible cap contacte fins que la humanitat no adquirís prou tecnologia per unir-se a aquest suposat Club. El motiu d'aquesta prohibició seria que, en aquesta era de l'equilibri, el recurs no renovable més important per a aquestes civilitzacions seria el coneixement, ja que ni tan sols necessitarien colonitzar els planetes com l'escriptor Isaac Asimov ja havia esmentat. Tanmateix, Webb veu una debilitat en aquest supòsit l'homogeneïtat cultural és un mite, atesa la durada dels viatges interestel·lars, que constitueix un obstacle per a la construcció de civilitzacions extenses.

### Hipòtesi del planetari
Per a l'escriptor i físic de ciència-ficció Stephen Baxter, exposa que la paradoxa de Fermi es pot resoldre mitjançant una hipòtesi semblant a un zoo: el "planetari" (planetarium hypothesis). La Terra quedaria atrapada en una potent simulació de realitat virtual que enfosqueix signes i proves de la presència extraterrestre. Els senyals electromagnètics amagarien la petjada de la seva presència, generant l'equivalent a un planetari a l'escala de tot el sistema solar. La idea es va recollir al conte Univers de Robert A. Heinlein, així com als cinemes amb Matrix i The Truman Show. Per a Stephen Webb, la hipòtesi, que tendeix a ser un solipsisme modern, i que va en contra de la navalla d'Okham, no és realista, tret que s'admeti que existeix una civilització molt poderosa (de tipus III segons Kardachev). Aquest decalatge o paranoia fa que Baxter hagi afirmat que aquesta hipòtesi seria succeptible a ser eliminada. Aquests dispositius requeririen el domini d'una megaestructura. Anders Sandberg també imagina, el " cervells de júpiter ”, Cervells artificials, de la mida de Júpiter, amb una potència de càlcul fenomenal. Aquests projectes d’astro-enginyeria requeririen l'energia d’una estrella per funcionar.

### Hipòtesi entre iguals
Una altra versió seria la hipòtesi d'iguals "la hipòtesi dels nodes" emesa pel científic i escriptor Paul Birch el 1990. Afirma que civilitzacions extraterrestres molt evolucionades, capaces de viatjar d’una galàxia a una altra, creant planetes, estrelles o forats negres, també podrien manipular l’ espaitemps i crear universos artificials com si fos un zoològic. En la hipòtesi de Birch es considera que podríem viure en un univers així creat per extraterrestres que serien l'equivalent a déus. Des del punt de vista teològic, haurien creat moltes civilitzacions, inclosa la nostra, en aquest univers, i serien similars a la seva, fins i tot a la seva imatge. El seu nivell tecnològic seria semblant al de la humanitat i se situaria al voltant de la mitjana. Per tant, aquestes civilitzacions serien totes iguals, de la mateixa condició i del mateix rang,i cap no tindria encara la possibilitat de contactar amb una altra. Però quan es desenvolupessin, els contactes es multiplicarien, cosa que podria provocar intercanvis fructífers o guerres interestel·lars. La raó d'aquesta creació per part d'una civilització gairebé divina podria ser, segons Birch, que desitgen un univers "ple d'esdeveniments i interessant", "la història és més entretinguda quan hi ha moltes interaccions de grups amb habilitats i interessos similars". També podrien existir altres causes com l'experiència intel·lectual d'un senzill divertiment.
Per a David Lamb, professor de filosofia i de bioéthique a la universitat de Birmingham, encara que aquesta teoria assembla a de la ciència-ficció « farfelue », no és incompatible amb les teories del big-bang i del multivers.

## Teoria en ufologia

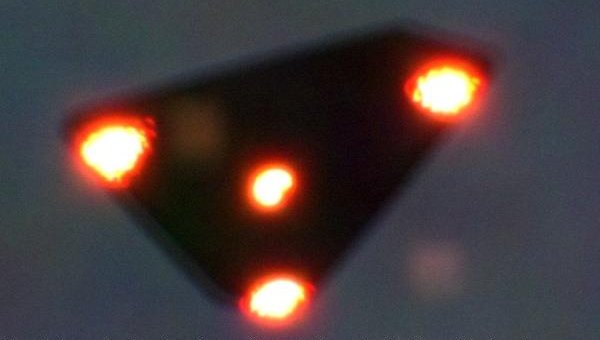
Fotografia d’un presumpte triangle volador, presa durant l'onada d’ovni belga del 1990 segons el seu autor, però publicada i posada al domini públic 13 anys després, el 2003.

Els ufòlegs que creuen que els ovnis els consideren ginys volants conduïts per extraterrestres, i sostenen la hipòtesi del zoo, consideren que recolzaria la seva teoria. Tanmateix, aquesta hipòtesi diu el contrari que cap manifestació de visitants extraterrestres no hauria de ser captada pels terrícoles, la qual cosa implicaria que, si els ovnis són efectivament naus extraterrestres, entrarien en contradicció. L'ufòleg James Deardorff proposa el guió d'un embargo imperfecte, al qual certs extraterrestres, no respectant pas la prohibició d'accés sorprenent la Terra, es retrien quan fins i tot son vistos pels terrícoles. Per a Stephen Webb, aquesta explicació és tan poc científica que no mereixi fins i tot pas el qualificatiu d'escenari plausible.
Per a Budd Hopkins, un ufòleg nord-americà que ha treballat especialment en abduccions,per part d'extraterrestres, la hipòtesi del zoo implicaria la vigilància d'altres civilitzacions d'origen galàctic que viurien en el si de la humanitat.

## Teoria en ficció
La Directiva Premier de la Federació Unida de Planetes de l'univers de ficció Star Trek parla de quarantena galàctica. La novel·la de ciència-ficció Créateur d'étoiles (1937), d'Olaf Stapledon, descriu una raça extraterrestre que amaga la seva existència als « primitius pre-utòpics » perquè aquests no perdin la seva independència d'esperit. Només quan arriben al nivell de viatgers espacials utòpics i es dona una pau mundial, la raça evolucionada pren contacte per ajudar-los a desenvolupar.
L'escriptor Arthur C. Clarke va dir que estava molt influït per Stapledon. Al seu conte de ciència-ficció The Sentinel (1948), els geòlegs descobreixen a la Lluna un artefacte arqueològic responsable de senyalitzar a una espècie desconeguda que la vida intel·ligent ha desenvolupat a la Terra. Aquesta història curta va servir de base per la pel·lícula 2001, una odissea de l'espai, estrenada el 1968 i que presentava els inicis de la teoria de John A. Ball. Tot i que hi ha una diferència notable amb la presència en ficció d'un artefacte conegut com el "segon monòlit", permet advertir l'existència d'una civilització extraterrestre, i que l'espècie humana ha adquirit un nivell tecnològic suficient per arribar a la Lluna i, per tant, establir un primer contacte.
Dins l'univers Star Trek, la quarantena galàctica està governada per la Federació Unida de Planetes mitjançant la Directiva Primera que estableix " Sense identificació d’un mateix ni de la missió. Cap interferència en el desenvolupament social d’un planeta. Cap referència a l'espai ni que hi hagi altres mons i altres civilitzacions ". El concepte es defineix el març del 1968 a l'episodi De pa i jocs .
En la sèrie d'animació Una vegada hi havia... l'espai (1981), la quarantena galàctica s'aplica a civilitzacions menys evolucionades per la "Confederació Omega", que reuneix terrestres i extraterrestres. Al final de la sèrie, Omega i les altres civilitzacions s'assabenten que elles mateixes són objecte d’una quarantena d’espècies superevolucionades.
A l’univers del cicle de la Cultura, Iain M. Banks defineix onze nivells de desenvolupament, des de la creació d’eines (nivell 0) fins a la “sublimació” (nivell 10), una mena de Nirvana, que s'obté a través de diferents nivells evolutius passant per l'edat del bronze, la indústria, la fissió nuclear, la conquesta de l'espai, etc. Entre les missions que té la secció "Contacte" de Cultura és per si mateixa determinar si alguna civilització té la maduresa suficient per ser contactada. Una regla és que mai proporcionem a una civilització tecnologies que superin el seu nivell de desenvolupament en una unitat. Al relat The Essence of Art, és el planeta Terra que els membres de la Cultura observen per tal de decidir si és rellevant entrar-hi.